# Głąbigroszek szkarłatny
Głąbigroszek szkarłatny (Lotus tetragonolobus L.) – gatunek rocznej rośliny z rodziny bobowatych. Występuje w krajach śródziemnomorskich, na Cyprze, Kaukazie, w Azji Zachodniej (Turcja) i w Afryce Północnej. Uprawiany jest w południowej Europie, w Anglii i w Europie Środkowej.

## Morfologia
PokrójRoślina dorastająca do 20 cm wysokości. W całości pokryta włoskami.
KorzeńDługi, palowy.
LiścieZłożone z trzech listków.
KwiatyPojedyncze lub po dwie sztuki w kolorze szkarłatnym.

## Zastosowanie
Młode strąki są jadalne, używane są jako warzywo.